# Okręg Apt
Okręg Apt (fr. Arrondissement d’Apt) – okręg w południowo-wschodniej Francji. Populacja wynosi 117 tysięcy.

## Podział administracyjny
W skład okręgu wchodzą następujące kantony:
- Apt,
- Bonnieux,
- Cadenet,
- Cavaillon,
- Gordes,
- Pertuis.